# Юбилейная площадь (Ярославль)
Юбиле́йная пло́щадь (бывшая Автозаводская площадь, площадь 950-летия Ярославля) — площадь в центральной части города Ярославля. Образована пересечением проспектов Ленина и Толбухина.

## История
Площадь была спроектирована по регулярному плану 1778 года. На ней сходились Романовская и Петровская улицы и улица подле вала. Во 2-й половине XIX века улица подле вала стала называться Городской вал; около 1900 года вал срыли, улицу и площадь расширили, так как город стал выходить за их пределы.

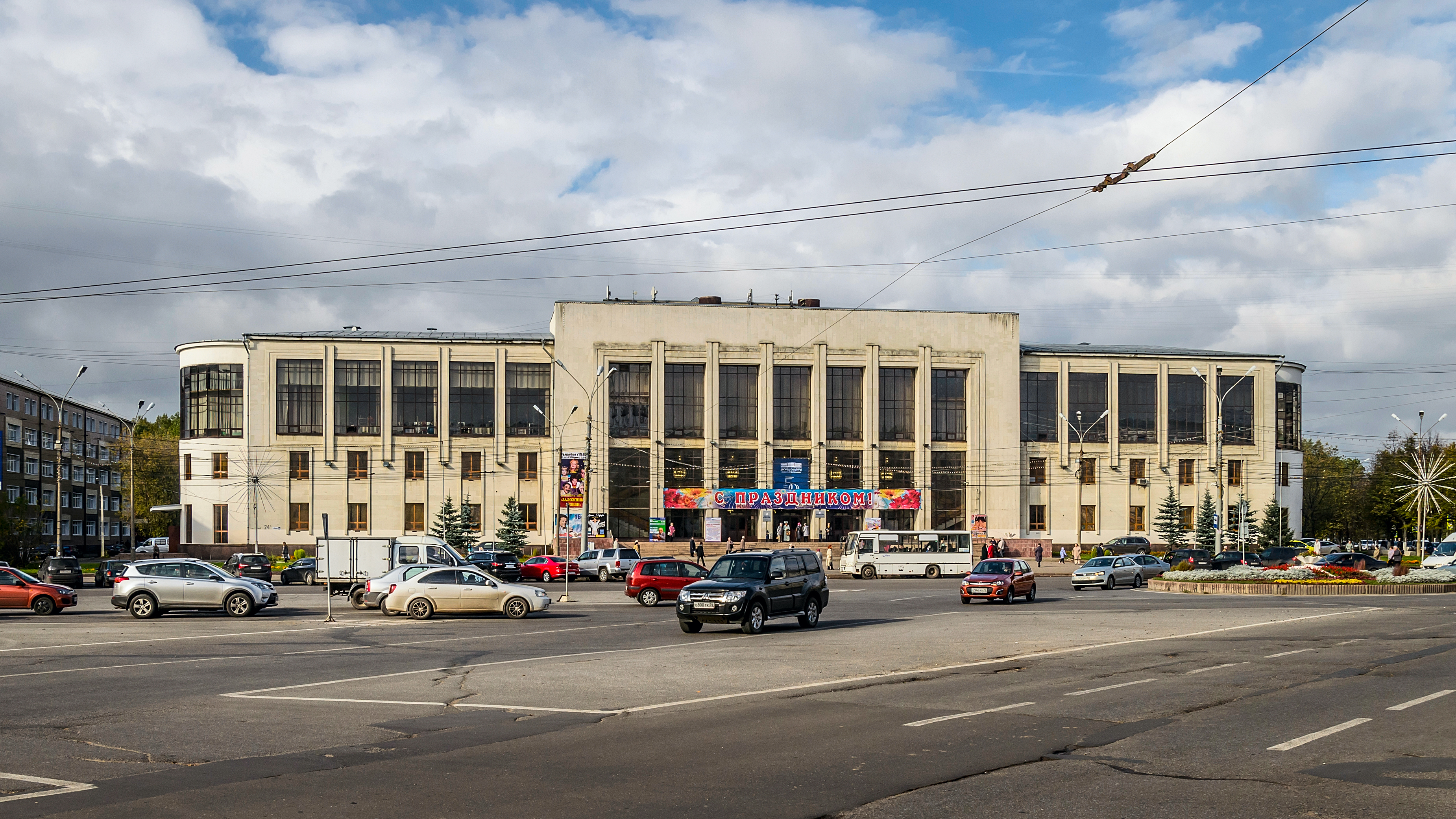
Дворец культуры имени Добрынина

В середине 1950-х годов площадь была расширена в связи с началом строительства на ней Дворца культуры автозавода. В 1957 года ей дали название Автозаводской площади, но уже на следующий год автозавод переименовали в моторный завод, а строящийся ДК в Дворец культуры моторостроителей.
В октябре 1960 года площадь переименовали в площадь 950-летия Ярославля по случаю празднования 950-летия Ярославля. Позже площадь ещё раз переименовали — в Юбилейную, в связи с неудобством использования предыдущего названия.

## Здания и сооружения
- Проспект Ленина, 24а — Дворец культуры им. Добрынина

## Транспорт
На площади находится остановка: «Юбилейная площадь», на которой останавливается Тб: 3, А: 3, 7, 9, 11, 30 и М\т: 38, 52, 85д, 85к, 93г, 95.